# Fuhe (köpinghuvudort i Kina, Hubei Sheng, lat 31,51, long 113,57)
Fuhe (kinesiska: 府河镇) är en köpinghuvudort i Kina. Den ligger i provinsen Hubei, i den centrala delen av landet, omkring 120 kilometer nordväst om provinshuvudstaden Wuhan. Antalet invånare är 43 950. Befolkningen består av 21 736 kvinnor och 22 214 män. Barn under 15 år utgör 14,0 %, vuxna 15-64 år 75 %, och äldre över 65 år 10,0 %.
Runt Fuhe är det tätbefolkat, med 476 invånare per kvadratkilometer. Närmaste större samhälle är Changling, 1,7 km nordost om Fuhe. Trakten runt Fuhe består till största delen av jordbruksmark.
Genomsnittlig årsnederbörd är 1 301 millimeter. Den regnigaste månaden är juli, med i genomsnitt 192 mm nederbörd, och den torraste är december, med 15 mm nederbörd.